# Castelo de Noudar

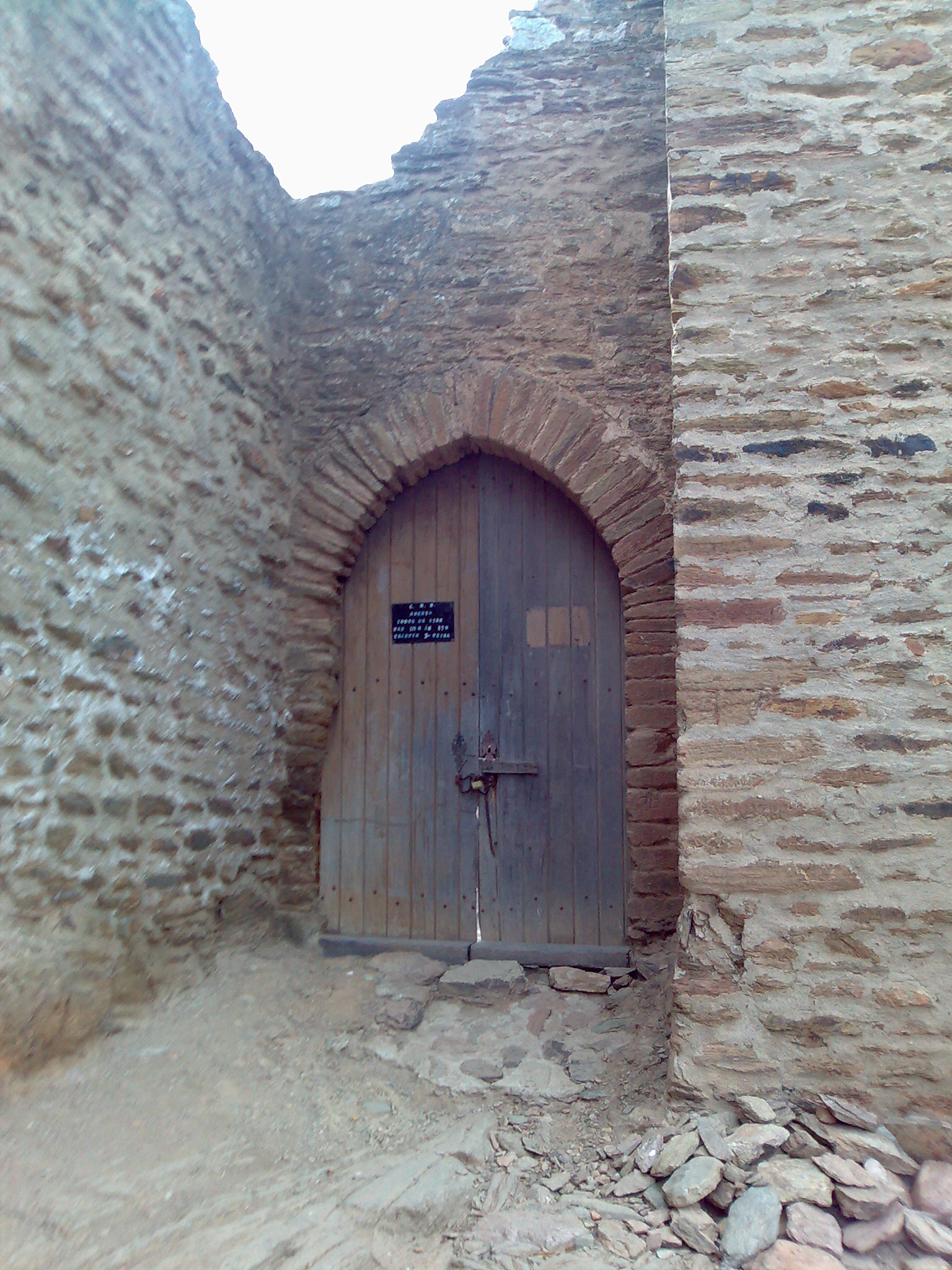
Porta do castelo de Noudar.

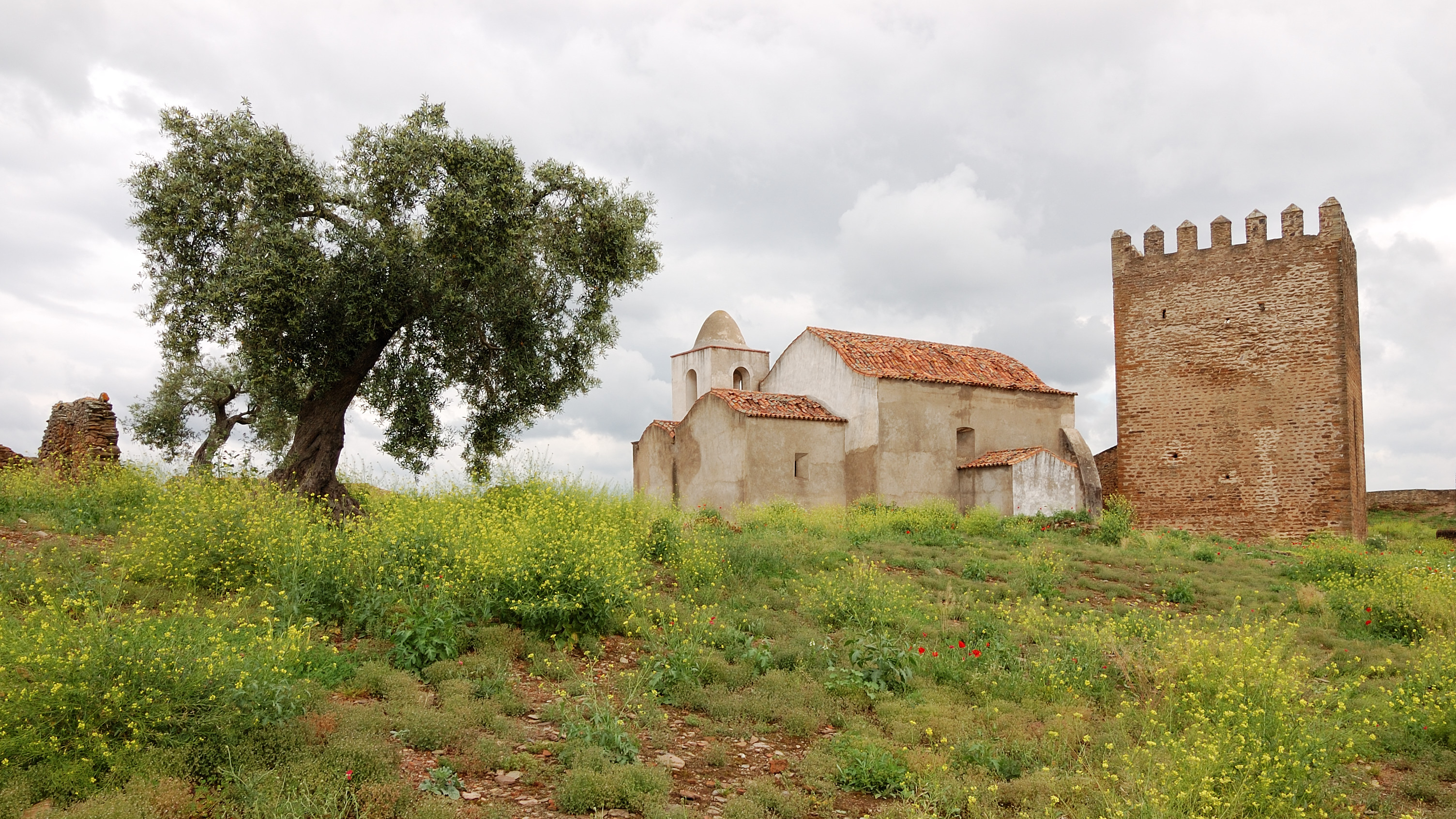
Castelo de Noudar: a torre e a igreja.

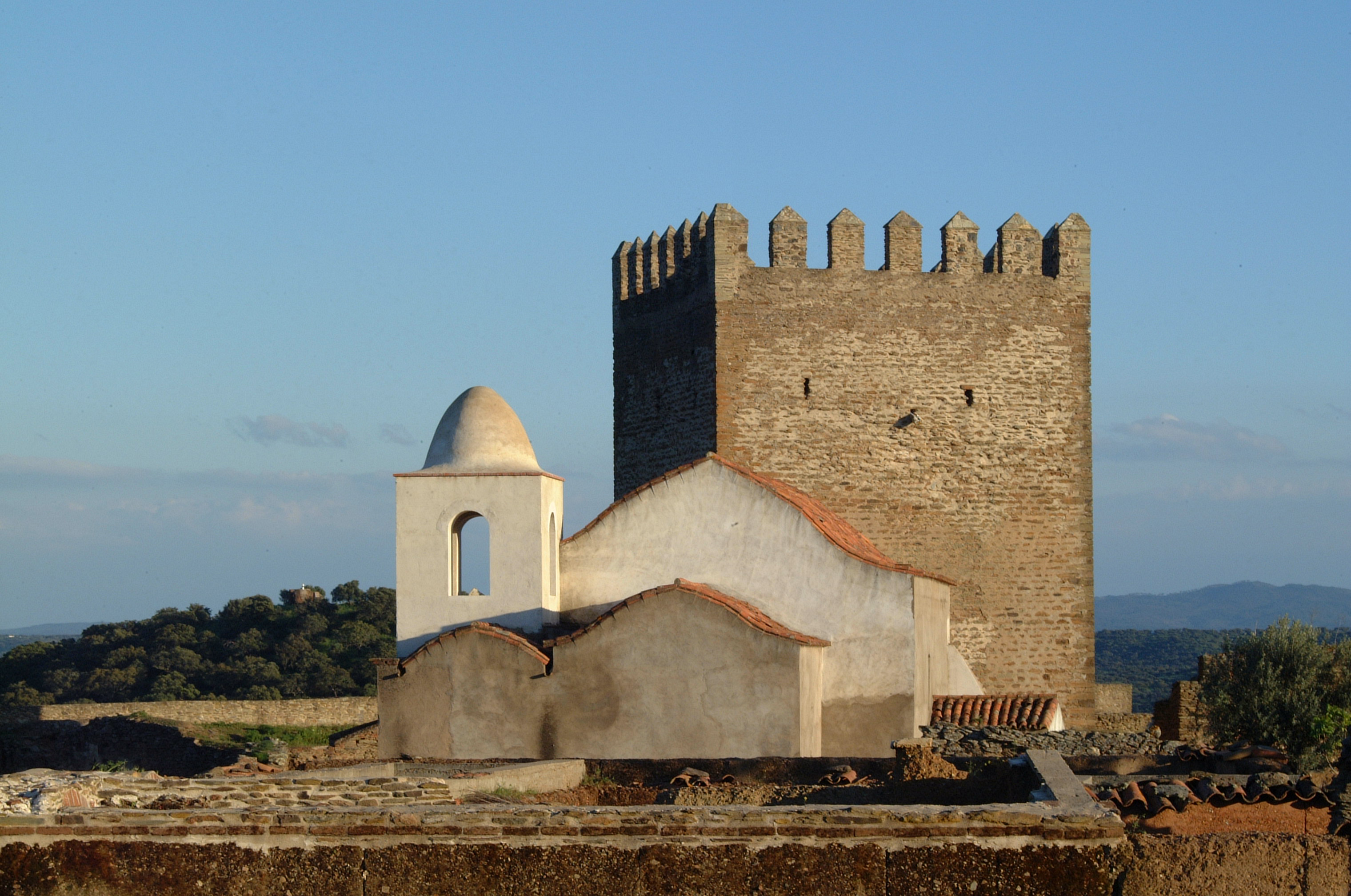
Castelo de Noudar visto do alto.

O Castelo de Noudar localiza-se na antiga vila de mesmo nome, freguesia e município de Barrancos, distrito de Beja, no Alentejo, em Portugal.
Sentinela da raia com Espanha, ergue-se isolado numa elevação escarpada dominando a planície circundante e a ribeira de Múrtega e o rio Ardila, na margem esquerda do rio Guadiana. Testemunhou, juntamente com os castelos de Alandroal, Moura, Serpa e Veiros, a ação da Ordem de Avis na região.
O Castelo de Noudar está classificado como Monumento Nacional desde 1910.

## História

### Antecedentes
De acordo com os testemunhos arqueológicos as primeiras incursões humanas no local remontam à pré-história, sendo um território depois sucessivamente ocupado por Romanos, Visigodos e Muçulmanos.
Foram estes últimos os responsáveis pela primitiva fortificação no local, por volta do século X ou XI, quando terá sido edificada uma pequena torre ou castelo em taipa, com a função de controlar o caminho que fazia ligação a Beja.

### O castelo medieval
À época da Reconquista cristã da Península Ibérica, nomeadamente desde 1167, a região foi conquistada pelas forças comandadas por Gonçalo Mendes da Maia, "o Lidador". Posteriormente, em 1253, a povoação recebeu foral do rei Afonso X de Castela, juntamente com outras localidades da margem esquerda do rio Guadiana, entre as quais Moura e Serpa, integrando o dote de sua filha, D. Brites, aquando do seu casamento com D. Afonso III nesse mesmo ano.
A povoação passaria definitivamente para a Coroa portuguesa pelo Tratado da Guarda (1295), que estabelecia a paz entre D. Dinis (1279-1325) e Fernando IV de Castela. Em Dezembro desse mesmo ano, o soberano passou nova Carta de Foral à vila, cujos domínios foram doados posteriormente em 1303, à Ordem de Avis, com a condição de reconstruir o castelo, obras que ficariam concluídas em 1308, conforme duas inscrições epigráficas:
- A primeira, datada de 1 de Abril de 1308, atualmente de paradeiro incerto, regista a atuação do Mestre de Avis, D. Lourenço Afonso, na fundação do castelo e no povoamento da vila;
- A segunda, com bastantes dúvidas se terá sido redigida nesse mesmo ano, noticía a ação do comendador Aires Afonso na edificação da torre de menagem.

À época de D. Manuel I (1495-1521), encontra-se figurada por Duarte de Armas (Livro das Fortalezas, c. 1509), onde se registra a existência de barbacãs circundando o castelo, ou seja, uma estrutura característica da arquitectura militar do século XV. A vila viria a receber do soberano, neste mesmo período, o seu Foral Novo (1513).

### Da Guerra da Restauração da independência aos nossos dias
Sem que tivesse recebido obras de modernização, a povoação e seu antigo castelo estiveram na posse de tropas espanholas desde a Guerra da Restauração da independência portuguesa (1644), até à Guerra de Sucessão da Espanha (1707).
O Castelo de Noudar e seu distrito seriam restituídos a Portugal (juntamente com a Colônia do Sacramento, na América do Sul) pelo Artigo V do segundo Tratado de Utrecht em 6 de fevereiro de 1715.
A vila de Noudar, seria extinta em 1825, iniciando-se então um lento processo de despovoamento, o que implicaria a mudança da sede municipal para Barrancos. No final do século, a edificação do castelo foi arrematada em hasta pública por um particular, João Barroso Domingues, importante proprietário de Barrancos, em 1893.
As suas ruínas encontram-se classificadas como Monumento Nacional por Decreto publicado em 23 de Junho de 1910.
A intervenção do poder público fez-se sentir na década de 1980 por trabalhos de prospecção arqueológica sob a direção de Cláudio Torres, quando se procedeu à reconstrução da Igreja e de duas edificações, empregando-se as técnicas primitivas de construção, tendo sido apenas em 1997 que a autarquia conseguiria adquirir o monumento, desenvolvendo-se a partir de então, um novo projeto de investigação arqueológica que revelou testemunhos da presença islâmica no local.
Em 2021, a Câmara Municipal de Barrancos lançou o concurso público para a 1ª fase das obras de reabilitação das muralhas do castelo, com um valor base de 412.251,65 euros (+IVA). A primeira fase da obra vai incidir no troço nascente/norte da muralha.

## Características
O castelo apresenta uma planta hexagonal, de eixo longitudinal noroeste-sudeste, onde se definem dois espaços: o da alcáçova e o da cerca da vila.
O primeiro é dominado pela torre de menagem, de planta quadrangular, com cerca de 18 metros de altura, coroada por ameias, defendendo a entrada do recinto. Possui duas portas de acesso a pavimentos distintos e, em seu interior, no segundo pavimento acessível através de uma escadaria de pedra, abre-se uma cisterna. De acordo com a iconografia de Duarte de Armas (c. 1509), o seu interior era abobadado e provido de mais um aposento superior. Ainda na Alcáçova, junto à torre de menagem, uma segunda cisterna, esta quatrocentista, apresenta arcos sustentando a abóbada.
A cerca amuralhada é reforçada por uma dezena de torres e cubelos adossados, o principal dos quais protegendo a Porta da Vila. Em seu interior destacam-se a Igreja da Nossa Senhora do Desterro, reconstruída na década de 1980 e a Casa do Governador.
Lembrando antigas técnicas construtivas levantam-se, circundando o castelo, uma série de construções, de planta circular, muros em aparelho de pedra solta e cobertura de falsa cúpula, ligadas à pastorícia.

## A lenda da serpente de Noudar
Entre as histórias que se registam localmente, de destacar a da serpente, onde se conta que, no interior do castelo habita uma serpente adornada por um monho (penteado característico de senhoras idosas) de trança na cabeça. Esta serpente, que seria uma princesa moura encantada, sairia apenas durante a noite.